# Armando Martín Gutiérrez

Bischofswappen von Armando Martín Gutiérrez

Armando Martín Gutiérrez FAM (* 16. Dezember 1954 in Madrid) ist ein spanischer römisch-katholischer Ordensgeistlicher und Bischof von Bacabal.

## Leben
Armando Martín Gutiérrez trat der Ordensgemeinschaft der Söhne der barmherzigen Liebe (port.: Filhos do Amor Misericordioso) bei, legte am 8. September 1974 die Profess ab und empfing am 6. Oktober 1979 die Priesterweihe.
Papst Benedikt XVI. ernannte ihn am 2. November 2006 zum Bischof von Bacabal. Der Kardinalpräfekt der Kongregation für die Bischöfe und Präsident der Päpstlichen Kommission für Lateinamerika, Giovanni Battista Re, spendete ihm am 5. Januar des nächsten Jahres die Bischofsweihe; Mitkonsekratoren waren Luigi Conti, Erzbischof von Fermo, und Giovanni Scanavino OESA, Bischof von Orvieto-Todi. Als Wahlspruch wählte er MISERICÓRDIA EU QUERO. Die Amtseinführung im Bistum Bacabal fand am 11. Februar 2007 statt.